# 하비에르 에르난데스 발카사르
하비에르 에르난데스 발카사르(스페인어: Javier Hernández Balcázar xaˈβjeɾ erˈnandes[*], 1988년 6월 1일 ~)는 멕시코의 프로 축구 선수로, 리가 MX의 과달라하라의 스트라이커이다. 멕시코 국가대표팀 일원으로 활약 하기도 했다. 에르난데스는 그의 별칭인 치차리토(스페인어: Chicharito, 작은 완두) 로 알려져 있는데, 맨체스터 유나이티드 시절에 그의 유니폼에 별칭을 새겼었다.
그는 2006년 멕시코의 과달라하라에서 데뷔했고, 2010년 7월에 맨체스터 유나이티드에 입단한 최초의 멕시코 선수가 되었다. 데이비드 모이스와 루이 판 할 감독의 전력 외로 평가 받은 그는 2014-15 시즌에 레알 마드리드에 임대로 활약한 뒤 분데스리가의 레버쿠젠으로 2015년 8월에 완전 이적했다. 맨체스터 유나이티드 시절, 그의 시간당 득점 기록은 프리미어리그 역사상 최고 중 하나로 손꼽힌다.
에르난데스는 2009년 9월, 콜롬비아전을 앞두고 멕시코 대표팀 첫 경기를 치렀다. 그는 멕시코 대표로 2010년 FIFA 월드컵, 2011년 CONCACAF 골드컵, 2013년 FIFA 컨페더레이션스컵, 그리고 2014년 FIFA 월드컵에 참가한 전적이 있다. 그는 2011년 CONCACAF 골드컵에서 7골을 기록해 대회 득점왕에 등극하고 최우수 선수로도 선정되었다. 그는 멕시코 국가대표팀의 역대 최다 득점 1위를 기록하고 있기도 하다.

## 유년 시절
에르난데스는 할리스코 주 과달라하라 출신으로, 7세에 주말 리그에서 처음 축구를 했다. 에르난데스는 부친이 모나르카스 모렐리아에서 활약하던 시절에 4년 넘게 미초아칸주 모렐리아에 거주했었다. 모렐리아에 살던 시절, 에르난데스는 인스티투토 피아헤트에 있는 초등학교에 3학년부터 6학년 때까지 다녔고, 학교 축구부에서 활동했었다. 에르난데스는 9세의 나이에 과달라하라에 합류해 15세의 나이에 첫 프로 계약을 맺었다. 그는 2005년 FIFA U-17 세계 축구 선수권 대회에 나갈 수도 있었지만, 부상으로 동료들과 함께 우승의 주역이 되지 못했다. 에르난데스는 프로 무대에 출전하면서도 바예 데 아테마하크 대학교에서 경영학을 전공했다.

## 클럽 경력

### 과달라하라
에르난데스는 나야리트 주 테픽의 과달라하라의 2군인 치바스 코라스에서 2005-06 시즌동안 활약하는 것으로 첫 시즌을 보냈다. 그는 2006년 아페르투라에서 과달라하라 데뷔전을 치렀는데, 첫 상대는 네칵사로 할리스코 안방에서 맞붙었다. 3-0으로 앞서나가는 와중에, 에르난데스는 82분에 오마르 브라보와 교체로 들어가고 5분 뒤 4번째 골의 주인공이 되었다. 이는 2006-07 시즌 그가 출전한 7경기 중 기록한 유일한 골이었다. 그는 2007-08 시즌에 6번 더 출전했지만, 골을 넣지 못했다. 에르난데스는 2008년 아페르투라에서 10경기 출전했지만, 골을 올리지 못했고, 2009년 클라우수라에서 15경기에 나서서 4골을 기록했다. 에르난데스는 2009년 아페르투라에서 17경기에 출전해 11골을 기록해 득점 공동 3위를 기록했다. 그는 2010년 클라우수라에서 주전으로 출전해 처음 5경기에서 8골을 기록했다. 그는 2010년 클라우수라 시즌을 득점 공동 1위로 끝냈는데, 그는 5경기를 부상으로 빠졌지만 복귀한 뒤 11경기에서 10골을 기록했다.

### 맨체스터 유나이티드

#### 이적
에르난데스에게 관심을 가진 첫 구단은 맨체스터 유나이티드로, 2009년 10월부터 그를 주시했다. 스카우터는 12월에 멕시코를 방문해 몇 차례 경기를 관전하고 긍정적인 보고서를 내놓았다. 에르난데스의 연령을 이유로, 구단은 그의 영입하기 전에 대기하려 했으나, 향후 FIFA 월드컵에서 국가대표팀 선수로 출전할 가능성을 높게 보고 구단이 이적 제의를 내는데 이르렀다. 짐 롤러 유나이티드 수석 스카우터는 2월부터 3월까지 3주간 멕시코로 건너가 에르난데스를 관찰했고, 그에 대한 긍정적인 보고서를 하나 더 제출했고, 이후 구단의 협상가가 멕시코로 건너가 이적의 절차를 마무리지었다.
2010년 4월 8일, 에르난데스는 비공개 이적료에 맨체스터 유나이티드로 이적하기로 합의를 보았고, 노동 허가서 신청 대상이 되었다. 그 전 날, 에르난데스는 맨체스터 유나이티드가 바이에른 뮌헨과 올드 트래퍼드에서 펼쳐진 UEFA 챔피언스리그 8강 2차전에서 승리하는 것을 목전에서 관전했었다. 협상은 철저히 비밀리에 진행되었다. 에르난데스의 요원은 밀실에서 협상을 진행했는데, 당시 그의 외조부인 토마스 발카사르는 에르난데스가 미국의 애틀랜타로 여행 간 것으로 생각했다. 이적 조항에 따라, 유나이티드는 치바스의 새 구장 개장 기념 경기의 상대가 되었다. 5월 27일, 노동 허가를 받으면서, 7월 1일에 그의 이적이 공식적으로 발표되었다.

#### 2010–11 시즌
에르난데스는 7월 28일, 2010년 MLS 올스타 게임에서 63분에 나니와 교체로 들어가 유나이티드 데뷔전을 치렀다. 그는 새 소속 구단 일원으로 18분 뒤에 득점했는데, 그는 페널티 구역 밖에서 대런 플레처가 길게 내준 공을 받아 닉 리만도의 키를 넘기는 슛으로 골을 넣었다. 이틀 후, 에르난데스는 친정 구단 소속으로 출전해 맨체스터 유나이티드를 상대로 골을 넣었다. 그는 경기에서 치바스 소속으로 전반에 출전해 8분만에 골을 기록했다. 그는 후반에 유나이티드 소속으로 나섰지만, 맨체스터 유나이티드의 2-3 패배를 막지 못했다. 그는 시즌 전 일정 중 세 경기 연속으로 골을 기록했는데, 8월 4일 새로 지어진 아비바 경기장에서 아일랜드의 리그 XI를 상대로 7-1 대승에 일조했다.
에르난데스가 치른 첫 경기는 8월 8일, 첼시와의 2010 FA 커뮤니티 실드로, 유나이티드의 2번째 골을 기록해 3-1 승리에 일조했다. 그는 후반 시작과 함께 들어가 안토니오 발렌시아의 패스를 받아 공을 찼는데, 이 공은 자신의 얼굴에 맞고 골망을 흔들었다. 8월 16일, 에르난데스는 자신의 프리미어리그 첫 경기를 치렀는데, 63분에 웨인 루니와 교체되어 들어갔고, 뉴캐슬 유나이티드와의 안방 경기에서 3-0 완승으로 끝났다. 9월 29일, 그는 발렌시아와의 원정 경기에서 첫 UEFA 챔피언스리그 골을 기록했는데, 교체로 들어가 1-0 결승골을 넣었다. 첫 리그 골은 10월 16일, 2-2로 안방에서 비긴 웨스트 브로미치 앨비언과의 경기에서 기록했다. 8일 후, 그는 2-1로 이긴 스토크 시티와의 경기에서 첫 원정 골은 넣은 것은 물론, 같은 경기에서 처음으로 두 골을 기록했다.
이 활약을 펼치고 이틀 후, 그는 울버햄프턴 원더러스와의 풋볼 리그 컵 경기에서, 그는 교체로 출전해 첫 대회 골이자 막판 3-2 결승골을 넣어 유나이티드의 8강행에 일조했지만, 웨스트 햄 유나이티드에 패해 더 나가지 못했다. 2011년 1월 1일, 그는 웨스트 브로미치 앨비언 원정 경기에서 교체로 출전해 2-1 결승골을 넣었다. 1월 4일, 2-1로 이긴 스토크 시티와의 안방 경기에서 선제골을 넣은 에르난데스는 프리미어리그 역사상 최다 득점을 기록한 멕시코인이 되었다.
1월 25일, 에르난데스는 블랙풀 원정에서 동점골을 기록해 3-2 역전승에 공헌했다. 나흘 후, 그는 FA컵 첫 골을 기록했는데, 유나이티드는 그의 골로 사우샘프턴 원정에서 2-1로 이겼다. 2월 26일, 에르난데스는 4-0으로 이긴 위건 애슬레틱과의 원정 경기에서 두 골을 추가했다. 8일 후, 그는 숙적 리버풀과의 원정 경기에서 만회골을 넣었지만 1-3으로 패했다. 3월 15일, 에르난데스는 마르세유와의 안방 경기에서 2골을 넣어 2-1 승리를 견인해 유나이티드를 UEFA 챔피언스리그 8강에 올려놓았다. 4월 2일, 그는 웨스트 햄 유나이티드 원정에서 쐐기골을 넣어 0-2로 밀리다가 4-2로 역전승을 거두는데 큰 역할을 했다.
4월 8일, 에르난데스는 동료 나니와 함께 PFA 올해의 신인 선수 후보로 거론되었다. 그는 2-1로 이긴 첼시와의 UEFA 챔피언스리그 8강전에서 선제골을 넣었고, 합계 3-1로 유나이티드는 대회 준결승전에 진출했다. 그는 4월 23일, 1-0으로 이긴 에버턴과의 안방 경기에서도 머리로 한 골을 추가해 득점 행진을 이어나갔다. 5월 8일, 에르난데스는 2-1로 이긴 첼시와의 안방 경기에서 36초만에 선제골을 넣었고, 유나이티드는 리그 우승까지 승점 1점만 남겨두었다.
첼시전 득점으로, 그는 2001-02 시즌의 뤼트 판 니스텔로이 이래 유나이티드 첫 시즌에 20골 이상 기록한 첫 선수로 기록되었다. 에르난데스는 5월 18일, 맨체스터 유나이티드 첫 시즌을 팬의 투표로 맷 버즈비 경 올해의 선수에 선정되는 것으로 마무리했다. 5월 28일, 에르난데스는 바르셀로나와의 UEFA 챔피언스리그 결승전에 90분 출전했지만 1-3으로 졌다.
2011년 7월 5일, 에르난데스는 13골로 크리스티아누 호날두, 주세페 로시, 그리고 리오넬 메시 등을 제치고 국제축구역사통계연맹으로부터 "2011년 세계의 골잡이"로 선정되었다.

#### 2011–12 시즌
멕시코 대표로 2011년 CONCACAF 골드컵을 참가한 후, 에르난데스는 시즌 전 훈련에 참가하기 위해 맨체스터 유나이티드에 복귀해 2011년 MLS 올스타 게임을 앞두고 뉴욕에서 훈련했다. 2011년 7월 26일, 그는 훈련 도중 머리에 공을 맞고 가벼운 뇌진탕 증세를 보여 병원으로 옮겨졌다. 그는 다음 날 퇴원했지만, 경기에 참가하지 않았다.
2011년 7월 28일, 과달라하라 의료진이었던 라파엘 오르테가에 의해 이전에 신경 문제를 갖고 있었다는 사실이 맨체스터 유나이티드에게 알려져 밝혀졌다. 오르테가는 에르난데스가 청소년 시절부터 "급성 편두통"과 "두통"으로 고생했다고 설명했다. 그는 유나이티드의 시즌 전 경기에 한 번도 출전하지 않았고, 2011 FA 커뮤니티 실드 경기도 결장했다. 그는 웨스트 브로미치 앨비언과의 유나이티드 시즌 개막전도 결장했다.
에르난데스는 8월 22일, 3-0으로 이긴 토트넘 홋스퍼와의 경기에서 79분에 대니 웰벡과 교체로 들어가 2011-12 시즌 첫 경기를 치렀다. 9월 10일, 그는 5-0으로 이긴 볼턴 원더러스와의 경기에서 선발로 돌아와 2골을 추가했다. 2011년 10월 15일, 에르난데스는 교체로 들어가 리버풀과의 안필드 원정 경기에서 결정적인 1-1 동점골을 기록했다. 81분, 그는 대니 웰벡이 코너킥에서 찬 공을 머리로 가로채 동점골로 연결했다.
10월 24일, 에르난데스는 5년짜리 계약서에 서명해 2016년까지 맨체스터 유나이티드에 감게 되었다. 10월 29일, 에르난데스는 에버턴과의 구디슨 파크 원정 경기에서 1-0 결승골이자 시즌 4호골을 기록했다. 그는 이어지는 스완지 시티와의 경기에서 시즌 5호골을 기록했는데, 이 골도 1-0 결승골이 되었다. 에르난데스는 이어지는 뉴캐슬 유나이티드와의 안방 경기에서도 득점 행진을 이어나갔는데, 웨인 루니가 찬 공이 수비에 막히고 에르난데스 앞에 떨어지자, 그는 골망을 흔들었다. 그는 이후, 애스턴 빌라와의 다음 원정 경기에서 경기장을 일찍 나갔는데, 그는 상대의 수비에 걸려 넘어진 후 발목에 문제가 생겼다. 경기 후, 알렉스 퍼거슨 감독은 그가 발목 인대 부상을 입은 것으로 보이며 4주간 출전하지 못할 것이라 말했다. 12월 18일, 에르난데스는 2-0으로 이긴 퀸스 파크 레인저스와의 로프터스 로드 원정 경기에 63분에 대니 웰벡과 교체로 돌아가 깜짝 복귀전을 치렀다.
2012년 1월 31일, 에르난데스는 11월 이후 처음으로 골을 넣었는데, 스토크 시티와의 올드 트래퍼드 리그 안방 경기에서 자신의 시즌 7호골을 두 번의 페널티킥 중 한번으로 기록해 2-0 승리를 도왔다. 에르난데스는 2월 5일 첼시와의 스탬퍼드 브리지 원정 경기에서 라이언 긱스가 건낸 공을 머리로 연결해 세번째 골을 기록해 경기를 3-3 동점으로 끝내면서 득점 행진을 이어나갔다. 2월 16일, 에르난데스는 2-0으로 이긴 아약스와의 32강 원정 경기에서 UEFA 유로파리그 첫 골을 기록했다. 그는 2월 23일에 올드 트래퍼드에서 벌어진 2차전에서도 골을 추가했지만, 이번에는 안방에서 1-2로 졌다. 하지만 유나이티드는 합계 3-2로 16강에 진출했다. 3월 18일, 에르난데스는 5-0으로 이긴 울버햄프턴 원더러스 전에서 2골을 넣었다.

#### 2012–13 시즌
에르난데스는 세 번째 시즌을 3-2로 이긴 사우샘프턴과의 2012년 9월 2일 경기에서 72분에 대니 웰벡과 교체로 출전하는 것으로 시작했다. 9월 15일, 그는 위건 애슬레틱과의 경기에서 선발로 나가 90분을 소화했다. 5분에 그가 찬 페널티킥이 알리 알-합시 위건 수문장에게 막혔지만, 시즌 첫 골을 넣고 동료 닉 파월의 골을 도와 4-0 승리를 이끌었다. 10월 23일, 에르난데스는 브라가와의 UEFA 챔피언스리그 조별 리그 경기에서 유나이티드는 전반에 0-2까지 밀렸지만 에르난데스가 2골을 넣어 3-2 승리를 견인했다. 닷새 후, 그는 9명의 뛰는 첼시를 상대로 결승골을 넣어 3-2 승리에 일조했지만, 그가 오프사이드 위치에서 득점한 것으로 보여 논란이 되었다.
2012년 11월 10일, 에르난데스는 애스턴 빌라와의 빌라 파크 원정에서 0-2로 끌려가는 가운데 후반에 교체로 들어가 2골을 넣고 3-2 승리에 공헌했다. 경기 막판에, 에르난데스는 자신이 해트트릭을 넣었다고 주장했지만, 다시보기를 통해 유나이티드의 두 번째 골은 멀리 빗나간 뒤 빌라의 수비수 론 플라르에 굴절된 자책골로 판정되었다. 11월 24일, 그는 3-1로 이긴 퀸스 파크 레인저스와의 안방 경기에서 시즌 5호골을 기록했다. 12월 26일, 에르난데스는 4-3으로 이긴 뉴캐슬 유나이티드와의 올드 트래퍼드 안방 경기에서 막판에 유나이티드의 4번째 골을 기록했다. 그는 1월 1일 위건 애슬레틱과의 경기에서 2골을 추가해 유나이티드의 4-0 승리를 견인하는 것으로 2013년을 시작했다. 1월 26일, 에르난데스는 풀럼과의 FA컵 경기에서 2골을 추가했고, 유나이티드는 4-1로 이겼다.
2월 18일, 레딩과의 또다른 FA컵 경기에서, 에르난데스는 72분에 2-0으로 앞서나가는 골을 기록했다. 그의 골은 결승골이 되었는데, 유나이티드는 경기를 2-1로 끝냈다. 그는 2-0으로 이긴 퀸스 파크 레인저스와의 2013년 2월 23일 경기에 선발로 출전했지만, 3월 10일, 2-2로 비긴 첼시와의 FA컵 경기 전까지 골을 추가하지 못했다. 에르난데스는 알렉스 퍼거슨 감독의 올드 트래퍼드 마지막 경기였던 스완지 시티와의 경기에서 골을 넣었다. 프리킥을 정확히 걷어내지 않은 와중에 그는 5.5미터 지점에서 골망을 갈라 전반에 유나이티드가 1-0으로 앞서가게 했고, 경기는 2-1 승리로 끝났다. 에르난데스는 최종전인 5-5로 비긴 웨스트브로미치 앨비언과의 원정 경기에서 유나이티드 시즌 마지막 골을 기록했다.

#### 2013–14 시즌
에르난데스는 2013년 9월 25일, 리버풀과의 리그 컵 3라운드 안방 경기에서 1-0 결승골을 넣는 것으로 데이비드 모이스 신임 감독 하의 새 시즌을 시작했다. 10월 26일, 그는 스토크 시티와의 올드 트래퍼드 안방 경기에서 역전 결승골이자 자신의 리그 1호골을 기록해 3-2로 유나이티드가 이겼다. 사흘 후, 그는 4-0으로 이긴 노리치 시티와의 리그 컵 다음 경기에서 페널티킥을 포함해 2골을 넣어 4-0 승리를 견인했다. 대회 준결승전에서, 그는 연장전 막판에 아드난 야누자이의 크로스를 골로 연결해 경기를 승부차기까지 끌고 갔지만, 유나이티드는 여기서 선덜랜드에게 패했다.

#### 레알 마드리드 임대
2014년 9월 1일, 에르난데스는 레알 마드리드로 1시즌 임대되었고, 임대 기간이 만료되면 완전 이적도 가능하게 되었다. 그는 의료 검진을 받고 같은 날에 계약서에 서명했다. 에르난데스는 샤비 알론소가 떠나면서 공석이 된 등번호 14번을 받았다.
그가 치른 첫 경기는 9월 13일 마드리드 더비 경기로, 카림 벤제마와 교체로 들어가 막판 27분을 뛰었지만, 안방에서 아틀레티코 마드리드에게 1-2로 졌다. 9월 19일, 에르난데스는 8-2로 이긴 데포르티보와의 경기에서 77분에 가레스 베일과 교체로 들어가 처음으로 두 골을 기록했다.
2015년 4월 22일, 그는 1-0으로 이긴 아틀레티코 마드리드와의 경기에서 결승골을 넣어 레알 마드리드를 UEFA 챔피언스리그 4강에 올려놓았다. 나흘 후, 에르난데스는 4-2로 이긴 셀타 비고 원정 경기에서 2골을 추가했다.
5월 26일, 에르난데스는 임대 기간이 만료되고 레알 마드리드가 완전 영입을 하지 않기로 결정함에 따라 맨체스터 유나이티드로 복귀했다.

### 레버쿠젠
2015년 8월 31일, 에르난데스는 분데스리가의 레버쿠젠과 비공개 이적료에 3년 계약을 맺었는데, 언론은 이적료를 £7.3M으로 추정했다. 에르난데스는 그가 주로 쓰는 14번이 아드미르 메흐메디가 이미 사용함에 따라, 등번호 7번을 받았다.

#### 2015–16 시즌
에르난데스는 9월 12일, 0-1로 패한 다름슈타트 98과의 경기에서 58분에 교체로 들어가 분데스리가 신고식을 치렀다. 나흘 후, 그는 바테 보리소프와의 UEFA 챔피언스리그 조별 리그 경기에서 레버쿠젠의 3번째 골을 넣어 4-1 승리에 일조했다. 9월 23일, 에르난데스는 마인츠 05와의 경기에서 분데스리가 1호골을 넣었는데, 이 골은 레버쿠젠의 1-0 결승골이 되었고, 그는 경기 최우수 선수로 선정되었다. 10월 20일, 4-4로 비긴 로마와의 UEFA 챔피언스리그 경기에서 레버쿠젠 이적 후로는 처음으로 한 경기 두 골을 기록했다. 그는 UEFA 챔피언스리그 조별 리그를 6경기 5골로 마쳤지만 레버쿠젠은 결선 토너먼트행이 좌절되었는데, E조 3위를 차지한 그들은 UEFA 유로파리그로 무대를 옮겼다.
에르난데스는 11월 분데스리가 이 달의 선수로 선정되었다. 에르난데스는 11월에 1-2로 쾰른에게 안방에서 질 때 한 골을 넣었고, 아인트라흐트 프랑크푸르트를 상대로는 두 골이나 넣었다.
12월 12일, 에르난데스는 묀헨글라트바흐에 5-0 대승을 거둘 때 첫 해트트릭을 기록했고, 이로써, 그는 근래 12번의 경기에서 15골을 넣은 것이 되고, 시즌 통산 20경기에서 17골을 기록했다. 그는 12월에도 분데스리가 이 달의 선수로 지명되었다.
2016년 1월 30일, 겨울 휴식기 후에 치른 하노버 96과의 레버쿠젠 두 번째 경기에서, 그는 두 골을 넣어 시즌 20호골과 21호골을 기록하고 3-0 완승을 견인했다. 이틀 후, 그는 3번째로 분데스리가 이 달의 선수로 선정되었다.

#### 2016–17 시즌
에르난데스는 2016년 8월 21일, 하우엔슈타인과의 DFB-포칼 1라운드 경기에서 1골 1도움을 기록해 2-1 승리를 견인했다. 그러나 이틀 후, 에르난데스는 묀헨글라트바흐와의 레버쿠젠 시즌 개막전에 손부상을 당해 출전하지 못할 것으로 밝혀졌다. 9월 17일, 에르난데스는 아인트라흐트 프랑크푸르트와의 경기에서 시즌 분데스리가 1호골을 넣었지만, 막판 페널티킥을 실축해 동점 기회를 날려버리고 1-2로 패했다. 마인츠 05와의 다음 경기에서, 에르난데스는 추가 시간 결승골을 포함해 완전한 해트트릭을 기록했는데, 이 해트트릭은 이 시즌 분데스리가에서 나온 3번째 해트트릭이었다. 그는 나중에 9월 분데스리가 이 달의 선수로 선정되었다.

### 웨스트햄 유나이티드

#### 2017–18 시즌
치차리토는 웨스트햄 유나이티드와 3년 계약을 맺으면서 3년 만에 다시 프리미어리그로 복귀하였다.

### 세비야

#### 2019–20 시즌
2019년 9월 2일, 세비야로 이적했다.

## 국가대표팀 경력

### U-20 국가대표팀
에르난데스는 캐나다에서 열린 2007년 FIFA U-20 월드컵을 앞두고 멕시코 U-20 국가대표팀에 차출된 21명 중 한 명이었다. 그는 감비아와의 1차전에서 늦게 교체로 들어가 멕시코의 3번째 골을 기록했다.

### 성인 국가대표팀

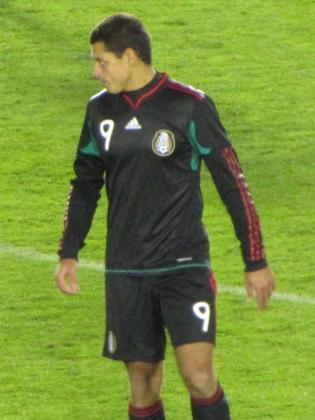
멕시코 국가대표로 출전한 에르난데스

2009년 9월 30일, 그는 콜롬비아와의 경기에서 멕시코 국가대표팀 데뷔전을 치러 도움을 기록했지만, 1-2로 졌다. 2010년 2월 24일, 에르난데스는 볼리비아전에서 2골을 기록했고, 브라울리오 루나의 골을 도왔다. 3월 3일, 에르난데스는 뉴질랜드전에서 머리로 골을 넣어 멕시코의 2-0 승리에 일조했다. 3월 17일, 에르난데스는 북한전에서 국가대표팀 4호골을 기록해 2-1 승리에 공헌했다. 5월 26일, 그는 1-2로 패한 네덜란드와의 경기에서 머리로 만회골을 기록했다. 5월 30일, 5-1로 이긴 감비아전에서도 에르난데스는 또 득점을 올렸는데, 이번에는 두 골을 추가했다.

#### 2010년 FIFA 월드컵
6월 11일, 에르난데스는 남아프리카 공화국과의 2010년 대회 개막전에서 FIFA 월드컵 첫 경기를 치렀는데, 그는 73분에 기예르모 프랑코와 교체로 투입되었다. 6월 17일, 에르난데스는 이어지는 프랑스와의 경기에서도 교체 출전했지만, 오프사이트 함정을 뚫고 라파엘 마르케스의 공을 받은 뒤 위고 요리스를 따돌린 뒤 한 발로 골망을 흔들어 자신의 FIFA 월드컵 첫 골을 기록해 2-0 승리를 도왔다. 이 골로, 에르난데스는 1954년 FIFA 월드컵에서 프랑스에게 골을 기록한 외조부 토마스 발카사르와 같은 업적을 달성했다. 그는 최우수 선수로도 선정되었다. 6월 27일, 에르난데스는 FIFA 월드컵 경기에 처음으로 선발로 나서 마르틴 데미첼리스를 페널티 구역 밖에서 우회하고 왼발로 쏘아 윗쪽 골망을 강타하며 2번째 FIFA 월드컵 골을 넣었지만, 멕시코는 아르헨티나와의 16강전에서 1-3으로 패했다. FIFA의 통계 분석에 따르면, 에르난데스는 최고 속력이 시속 32.15km로 기록된 2010년 FIFA 월드컵의 가장 빠른 선수였다.

#### 2010년 FIFA 월드컵 후
에르난데스는 2010년 8월 11일, 세계 정상에 오른 스페인과의 친선경기에서 FIFA 월드컵 이후로는 처음으로 국가대표팀 경기에서 골을 넣었다. 그는 경기 12분만에 선제골을 기록했지만, 다비드 실바에게 스페인의 동점골을 실점해 경기는 1-1 무승부로 끝났다. 에르난데스는 2011년 2월 9일, 보스니아 헤르체고비나와 벌인 친선경기에서 멕시코와 자신의 2011년 첫 골을 기록했다. 3월 26일, 에르난데스는 파라과이와의 친선경기에서 두 골을 추가했다. 그는 파블로 바레라의 패스를 연결해 6분만에 선제골을 넣고, 29분에는 안드레스 과르다도가 2-0 추가골을 넣은 지 3분 만에 낮게 깔아 들어온 공을 차넣었다. 그는 65분에 기립 박수를 받고 나갔다.

#### 2011년 CONCACAF 골드컵
2011년 6월 5일, 그는 5-0으로 이긴 엘살바도르와의 경기에서 처음으로 해트트릭을 기록했다. 2011년 6월 9일, 그는 쿠바와의 경기에서도 36분과 76분에 두 골을 추가했다. 2011년 6월 18일, 에르난데스는 2-1로 이긴 과테말라전에서 결승골을 넣어 멕시코를 준결승전에 올려놓았다. 2011년 6월 22일, 그는 온두라스와 연장전 끝에 골드컵 결승전에 오르는데 일조했는데, 그는 99분에 멕시코의 2-0 쐐기골을 기록했다. 에르난데스는 4-2로 이긴 미국과의 결승전을 치른 후, 7골로 골드컵 득점왕을 차지했으며, 대회 최우수 선수로도 뽑혔다.

#### 2013년 FIFA 컨페더레이션스컵
에르난데스는 2013년 FIFA 컨페더레이션스컵에 참가할 멕시코 선수단의 일원이 되었다. 6월 16일, 그는 마라카낭에서 열린 이탈리아와의 첫 경기에서 페널티킥으로 첫 골을 기록했지만 1-2로 졌다. 조별 리그 최종전에서, 에르난데스는 아시아 정상에 오른 일본을 상대로 2골을 기록해 삼색 군단 (El Tri)의 2-1 승리를 견인했다.

#### 2014년 FIFA 월드컵
에르난데스는 2014년 FIFA 월드컵 예선전에서 멕시코의 5골을 넣었다.
6월 23일, 에르난데스는 크로아티아와의 경기에서 멕시코의 3번째 골을 기록해 아레나 페르남부쿠에서의 경기를 3-1로 끝내고 16강전에 진출할 수 있게 도왔다.

#### 2015년 CONCACAF 골드컵
2015년 7월 1일, 에르난데스는 온두라스전에서 쇄골 부상을 당해 2015년 CONCACAF 골드컵 출전이 좌절되었고, 멕시코는 에르난데스 없이 우승을 차지했다.

#### 코파 아메리카 센테나리오
에르난데스는 코파 아메리카 센테나리오에 참가할 멕시코의 최종 23인 엔트리에 자신의 이름을 올렸다. 2016년 6월 5일, 그는 3-1로 이긴 우루과이와의 경기에 83분을 출전했고, 2-0으로 이긴 자메이카전에서는 한 골을 기록했다. 이 골은 에르난데스의 45번째 국가대표팀 골로, 하레드 보르헤티의 역대 최다 득점 기록과는 1골차가 되었다.

## 플레이스타일
에르난데스는 대부분의 골을 근거리에서 기록해 "골 사냥꾼"으로 묘사되곤 한다. 그의 공 없는 움직임, 발놀림, 그리고 구역 내 공간을 찾는 능력은 찬사를 받았다. 그는 알렉스 퍼거슨 감독에 의해 양발의, 민첩하며, 좋은 반동력을 지닌, 천부적인 골잡이로 묘사되었다. 퍼거슨은 전 유나이티드 공격수이자 슈퍼 조커로 기용된 적 있는 1999년 UEFA 챔피언스리그 결승전에서 바이에른 뮌헨을 상대로 추가 시간에 결승골을 기록한 올레 군나르 솔셰르를 상기시킨다 덧붙였다. 에르난데스의 전 동료 헤수스 파디야도 그가 단신임에도 불구하고 "공중 경합에 뛰어나다"고 묘사했다. 그는 작은 몸집을 지녀, 빠르고, 발놀림이 좋으며, 기술력도 좋다.

## 사생활
에르난데스는 하비에르 에르난데스 구티에레스의 아들로, 멕시코의 3개 구단에서 활약했고, 1986년 FIFA 월드컵에는 멕시코 선수단의 일원으로 참가했다. 에르난데스 구티에레스는 아들이 남아프리카 공화국의 2010년 FIFA 월드컵에서 활약하는 모습을 보기 위해 과달라하라 2군의 감독직을 그만두었다. 에르난데스는 토마스 발카사르의 외손자이기도 하며, 그도 과달라하라에서 활약하였고, 1954년 FIFA 월드컵에 조국을 대표로 참가했었다.
2012년 5월 26일, 에르난데스는 2004년의 세사르 코스타와 2009년의 훌리에타 베네가스에 이어 유니세프의 세 번째 멕시코 홍보 대사가 되었다. 홍보 대사로서, 그는 아이들과 청소년들의 교육을 장려하는 다수의 활동에 참가할 예정이다. 그는 뉴스의 기념 회견에서, 자신이 "자랑스럽고 의욕이 있다"고 밝혔다. 이에도 불구하고, 그는 2012년 하계 올림픽에 참가하지 못한 데에 답하는 것을 거부했고, 2014년 FIFA 월드컵 예선전 경기에 대한 의견을 건내지도 않았다. 그는 자신이 "[기자회견에서] 유니세프를 얘기하러 나왔지, [자신의] 업무에 대해 얘기하러 나오지 않았다"고 했다.
2013년 6월 27일, EA 스포츠는 에르난데스는 세계구급 거물 리오넬 메시와 함께 FIFA 14의 북미판 표지를 장식했다.

### 별칭
에르난데스는 치차리토 (Chicharito, 작은 완두란 뜻) 로 알려져 있는데, 이는 부친인 하비에르 에르난데스 구티에레스가 녹안이기 때문에 치차로 (Chícharo, 완두) 라는 별칭이 붙은 데에 있었다.

### 믿음

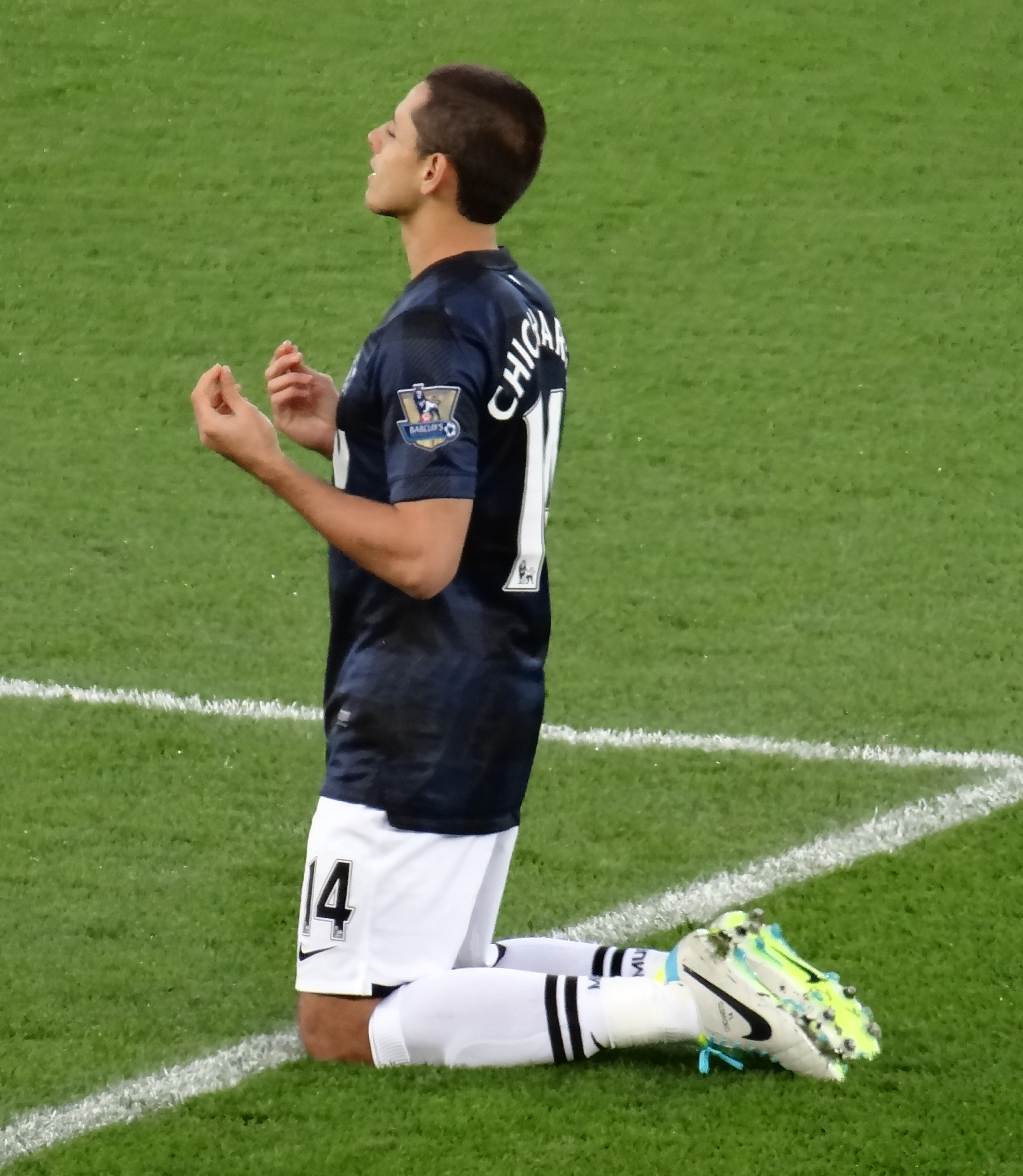
2013년 11월, 카디프 시티와의 경기를 앞두고 기도를 올리는 에르난데스

에르난데스는 독실한 천주교도이다. 그는 경기 전에 대게 무릎을 꿇고 기도를 올린다.

## 경력 통계

### 클럽
2017년 5월 20일 기준
| 클럽                | 시즌      | 리그 | 리그 | 컵1  | 컵1 | 리그 컵 | 리그 컵 | 대륙2 | 대륙2 | 기타3 | 기타3 | 합계 | 합계 |
| 클럽                | 시즌      | 출장 | 골   | 출장 | 골  | 출장    | 골      | 출장  | 골    | 출장  | 골    | 출장 | 골   |
| ------------------- | --------- | ---- | ---- | ---- | --- | ------- | ------- | ----- | ----- | ----- | ----- | ---- | ---- |
| 과달라하라          | 2006–07   | 8    | 1    | 0    | 0   | –       | –       | 1     | 0     | 0     | 0     | 9    | 1    |
| 과달라하라          | 2007–08   | 6    | 0    | 0    | 0   | –       | –       | 4     | 0     | 1     | 0     | 11   | 0    |
| 과달라하라          | 2008–09   | 22   | 4    | 3    | 0   | –       | –       | 7     | 3     | 0     | 0     | 32   | 7    |
| 과달라하라          | 2009–10   | 28   | 21   | 0    | 0   | –       | –       | 0     | 0     | 98    | 0     | 28   | 21   |
| 과달라하라          | 합계      | 64   | 26   | 3    | 0   | –       | –       | 12    | 3     | 1     | 0     | 80   | 29   |
| 맨체스터 유나이티드 | 2010–11   | 27   | 13   | 5    | 1   | 3       | 1       | 9     | 4     | 1     | 1     | 45   | 20   |
| 맨체스터 유나이티드 | 2011–12   | 28   | 10   | 1    | 0   | 0       | 0       | 7     | 2     | 0     | 0     | 36   | 12   |
| 맨체스터 유나이티드 | 2012–13   | 22   | 10   | 6    | 4   | 2       | 1       | 6     | 3     | –     | –     | 36   | 18   |
| 맨체스터 유나이티드 | 2013–14   | 24   | 4    | 1    | 1   | 5       | 4       | 5     | 0     | 0     | 0     | 35   | 9    |
| 맨체스터 유나이티드 | 2014–15   | 1    | 0    | 0    | 0   | 1       | 0       | –     | –     | –     | –     | 2    | 0    |
| 맨체스터 유나이티드 | 2015–16   | 1    | 0    | 0    | 0   | 0       | 0       | 2     | 0     | –     | –     | 3    | 0    |
| 맨체스터 유나이티드 | 합계      | 103  | 37   | 13   | 6   | 11      | 6       | 29    | 9     | 1     | 1     | 157  | 59   |
| 레알 마드리드       | 2014–15   | 23   | 7    | 2    | 1   | –       | –       | 8     | 1     | 0     | 0     | 33   | 9    |
| 바이어 레버쿠젠     | 2015–16   | 28   | 17   | 3    | 4   | —       | —       | 9     | 5     | —     | —     | 40   | 26   |
| 바이어 레버쿠젠     | 2016–17   | 26   | 11   | 2    | 1   | —       | —       | 8     | 1     | —     | —     | 36   | 13   |
| 바이어 레버쿠젠     | 합계      | 54   | 28   | 5    | 5   | —       | —       | 17    | 6     | —     | —     | 76   | 39   |
| 경력 합계           | 경력 합계 | 244  | 98   | 23   | 12  | 11      | 6       | 66    | 19    | 2     | 1     | 346  | 136  |

1인테르리가, FA컵, 및 DFB-포칼 경기 포함 

2코파 리베르타도레스, 코파 수다메리카나, 북아메리카 수페르리가, UEFA 챔피언스리그, 및 UEFA 유로파리그 경기 포함 

3기타 경기, 즉 프리메라 디비시온 플레이오프전, FA 커뮤니티 실드, UEFA 슈퍼컵, 및 FIFA 클럽 월드컵 경기 포함

### 국가대표팀
2018년 6월 26일 기준
| 멕시코 국가대표팀 | 멕시코 국가대표팀 | 멕시코 국가대표팀 |
| 연도              | 출장              | 골                |
| ----------------- | ----------------- | ----------------- |
| 2009              | 1                 | 0                 |
| 2010              | 19                | 11                |
| 2011              | 13                | 12                |
| 2012              | 10                | 5                 |
| 2013              | 14                | 7                 |
| 2014              | 13                | 3                 |
| 2015              | 8                 | 4                 |
| 2016              | 10                | 3                 |
| 2017              | 8                 | 3                 |
| 2018              | 2                 | 2                 |
| 합계              | 101               | 50                |

## 수상

#### 과달라하라[148]
- 멕시코 프리메라 디비시온: 2006년 아페르투라

#### 맨체스터 유나이티드[148]
- 프리미어리그 : 2010–11, 2012–13
- FA 커뮤니티 실드: 2010, 2013

#### 레알 마드리드[148]
- FIFA 클럽 월드컵 : 2014

#### 세비야
- UEFA 유로파리그 : 2019-20

#### 멕시코[148][149]
- CONCACAF 골드컵 : 2011
- CONCACAF 컵 : 2015

#### 개인
- 멕시코 프리메라 디비시온 득점왕 : 2010년 클라우수라
- 발론 데 오로 - 최고 공격수 : 2010년 클라우수라
- 맷 버즈비 경 올해의 선수: 2010-11
- 분데스리가 시즌의 팀 : 2015-16[150]
- 분데스리가 이 달의 선수 : 2015년 11월, 2015년 12월, 2016년 1월, 2016년 9월
- 분데스리가 아이돌 : 2015[151]
- CONCACAF 올해의 선수 : 2015[152]
- CONCACAF 골드컵 득점왕, MVP (이상 2011)
- MLS 올스타 : 2022
- MLS 이 달의 선수 : 21년 4월, 5월
- 2010년 FIFA 월드컵 맨 오브 더 매치 : vs. 프랑스 (조별리그)
- 2013년 FIFA 컨페더레이션스컵 맨 오브 더 매치 : vs. 일본 (조별리그)
- 2018년 FIFA 월드컵 맨 오브 더 매치 : vs. 대한민국 (조별리그)

## 같이 보기
- A매치 100경기 이상 출전한 축구 선수 명단